# Tunxis State Forest
Tunxis State Forest ist ein State Forest im US-Bundesstaat Connecticut auf dem Gebiet der Gemeinden Hartland, Barkhamsted und Granby.

## Geographie
Der Forst umfasst 2,233 ha (5,519 acres) und ist einer der Wälder, die noch nie zu landwirtschaftlichen Zwecken genutzt wurden. Der Forst erstreckt sich rund um das Barkhamsted Reservoir, das von MDC (Metropolitan District Commission), ein Trinkwasser-Dienstleister betrieben wird, und grenzt an den Granville State Forest in Massachusetts.
Im Westteil des Forstes verlaufen Howells Brook (Thorne Brook), der an mehreren Stellen Teiche bildet und der auch den Hartland Pond (Nicht mehr im Parkgebiet) entwässert, und der Falls Brook. Im Ostteil des Forsts, auf der gegenüberliegenden Seite des Barkhamstead Reservoirs verlaufen unter anderem Hurricane Brook, Roberts Brook, und Roaring Brook. Am Hurricane Brook befindet sich eine „Letterbox“.
Die höchsten Erhebungen im westlichen Forstgebiet sind der Booth Hill mit 1350 ft (411 m) und der Morrison Hill mit 1200 ft (370 m) über dem Meer. Das Barkhamstead Reservoir liegt in einem steil abfallenden Tal auf 41 m Höhe.
In Connecticut liegen in nächster Nähe die Schutzgebiete Charles Arnold Recreation Area, Peoples State Forest und Enders State Forest. Daher ist das Gebiet ein wichtiges Rückzugsgebiet für wildlebende Tiere wie Elch und Schwarzbär.

## Freizeitaktivitäten
Der Forst bietet Möglichkeiten zum Wandern, Mountainbike fahren, Angeln, Jagen und Letterboxing und anderen Outdoor-Aktivitäten. Es gibt mehrere Wanderwege, die den Wald durchziehen, unter anderem das nördliche Ende des Tunxis Trail.